# مروارید (فیلم ۱۳۹۱)
مروارید فیلمی به کارگردانی سیروس حسن‌پور محصول سال ۱۳۹۱ است.

## بازیگران
- مهدی فقیه
- سلیمه رنگزن
- علیرضا اوسیوند
- میرطاهر مظلومی
- سیروس کهوری‌نژاد
- پریوش نظریه